# Nymphon phasmatodes
Nymphon phasmatodes is een zeespin uit de familie Nymphonidae. De soort behoort tot het geslacht Nymphon. Nymphon phasmatodes werd in 1879 voor het eerst wetenschappelijk beschreven door Bohm. 